# Kelly Brown
Kelly Brown (ur. 8 czerwca 1982 w Edynburgu) – szkocki rugbysta występujący na pozycji rwacza w Saracens F.C. a także w szkockiej drużynie narodowej.
Brown reprezentował Szkocję we wszystkich zespołach juniorskich. W drużynie narodowej debiutował 5 czerwca 2005 w meczu z Rumunią w Bukareszcie. Zdobył w nim przyłożenie. W Pucharze Sześciu Narodów wystąpił po raz pierwszy w 2007. W tym samym roku pojechał z reprezentacją na Puchar Świata. Wystąpił we wszystkich pięciu spotkaniach. Szkocja odpadła wówczas w ćwierćfinale.
Grał w zespole Border Reivers aż do jego rozwiązania w 2007, następnie przeniósł się do Glasgow Warriors. 1 lipca 2010 podpisał kontrakt z występującym w Aviva Premiership zespołem Saracens F.C..